# Giải bóng đá vô địch quốc gia Fiji 2015
Giải bóng đá vô địch quốc gia Fiji 2015 là mùa giải thứ 38 của Giải bóng đá vô địch quốc gia Fiji được tổ chức bởi Hiệp hội bóng đá Fiji kể từ khi thành lập năm 1977.

## Bảng xếp hạng
| XH | Đội                   | Tr | T  | H | T  | BT | BB | HS  | Đ  | Lên hay xuống hạng                                                |
| -- | --------------------- | -- | -- | - | -- | -- | -- | --- | -- | ----------------------------------------------------------------- |
| 1  | Nadi FC (C)           | 14 | 11 | 2 | 1  | 30 | 11 | +19 | 35 | Vòng bảng Giải bóng đá vô địch các câu lạc bộ châu Đại Dương 2016 |
| 2  | Suva FC               | 14 | 7  | 4 | 3  | 23 | 12 | +11 | 25 | Vòng bảng Giải bóng đá vô địch các câu lạc bộ châu Đại Dương 2016 |
| 3  | Rewa FC               | 14 | 7  | 2 | 5  | 22 | 18 | +4  | 23 |                                                                   |
| 4  | Lautoka FC            | 14 | 7  | 1 | 6  | 24 | 18 | +6  | 22 |                                                                   |
| 5  | Ba FC                 | 14 | 6  | 3 | 5  | 35 | 17 | +18 | 21 |                                                                   |
| 6  | Labasa FC             | 14 | 5  | 4 | 5  | 14 | 17 | −3  | 19 |                                                                   |
| 7  | Nadroga FC            | 14 | 4  | 1 | 9  | 13 | 29 | −16 | 13 |                                                                   |
| 8  | Tailevu Naitasiri (R) | 14 | 0  | 1 | 13 | 7  | 46 | −39 | 1  | Xuống hạng Fiji Super Premier Division 2016                       |

Cập nhật đến 4 tháng 7 năm 2015
Nguồn: Soccerway
Quy tắc xếp hạng: 1. Điểm; 2. Hiệu số bàn thắng; 3. Số bàn thắng.
(VĐ) = Vô địch; (XH) = Xuống hạng; (LH) = Lên hạng; (O) = Thắng trận Play-off; (A) = Lọt vào vòng sau. 
Chỉ được áp dụng khi mùa giải chưa kết thúc: 
(Q) = Lọt vào vòng đấu cụ thể của giải đấu đã nêu; (TQ) = Giành vé dự giải đấu, nhưng chưa tới vòng đấu đã nêu.